# Prodidomus singulus
Prodidomus singulus là một loài nhện trong họ Gnaphosidae.
Loài này thuộc chi Prodidomus. Prodidomus singulus được miêu tả năm 1967 bởi Suman.